# 国鉄タキ10000形貨車
国鉄タキ10000形貨車（こくてつタキ10000がたかしゃ）とは、1963年（昭和38年）から製作された、石油類専用の 35 t 積タンク貨車（私有貨車）である。製造時は日本国有鉄道（国鉄）、1987年（昭和62年）の国鉄分割民営化後は日本貨物鉄道（JR貨物）に車籍を有した。
同様の車体構造で同時に製作されたガソリン専用タンク車タキ9750形についても本項目で解説する。

## 概要
タキ1500形・タキ3000形の後継形式として製作され、タキ9800形・タキ9900形と並行して製作されたが、大量に製作するまでには至らなかった。タンク体を太くして車長を短くし、台枠は高張力鋼製をハット断面にプレス成型したもの使い、側梁を廃止して軽量化している。その後の製作は標準設計方式を採り入れ、製作コストの適正化を図ったタキ35000形に移行した。
本系列は、1962年（昭和37年）から1979年（昭和54年）にかけて、汽車製造ほか5社で2形式合計103両が製作された。

## 構造
車体は軽量化のため、台枠の側梁を省略している。タンク体はドーム付きでタキ10000形が普通鋼製、タキ9750形とタキ10000形の一部は耐候性高張力鋼製である。塗色は黒である。
荷役方式はタンク上部のドームから積み込み、タンク下部中央に設けた吐出管を用いる上入れ・下出し方式である。
台車はTR41C、ブレーキ装置は手ブレーキと空気ブレーキである。

## 形式別詳説

### タキ10000形
タキ10000 - タキ10083

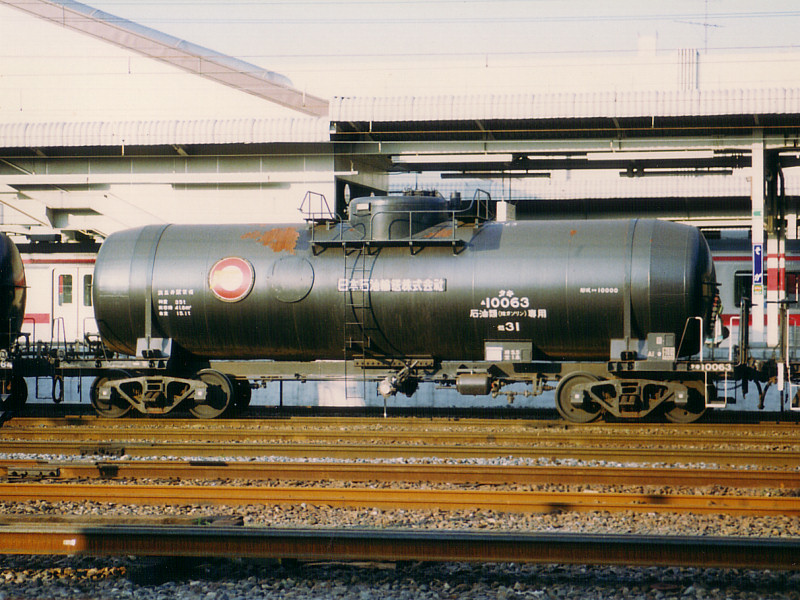
異径胴車（タキ10063）

35 t 積の石油類（除ガソリン）専用タンク車である。1963年（昭和38年）5月27日から1967年（昭和42年）11月27日にかけて84両（タキ10000 - タキ10083）が汽車製造・新潟鐵工所・東急車輛製造・川崎車輛・富士車輌で製造製作された。
落成時の所有者は、昭和石油、日本陸運産業、出光興産、丸善海運、共同石油、日本石油輸送の6社であった。
1979年（昭和54年）10月より化成品分類番号「燃31」（燃焼性の物質、引火性液体、危険性度合2（中））が標記された。
C重油など高比重・高粘度の油種を輸送するための車両で、タンク端の鏡板には大型の点検蓋を設け、取卸時に積荷の流動性を確保するため、タンク内部には高圧蒸気を通す加熱管を装備する。
タンク体は直円筒形であるが、タキ10063とタキ10064は両端が絞られた異径胴となっている。タキ10083はブレーキ装置が積空ブレーキに変更された。
タキ10084（外部加熱方式試作車）
タキ10084は1979年（昭和54年）2月19日に外部加熱方式の試作車としてタキ35000形 （タキ36104） から日本車輌製造で改造し、タキ10000形に編入した車両である。種車の台枠以下を流用し、タキ38000形に類似した異径胴のタンク体新製した。台車はオイルダンパを併設したTR41E形を積車重量増加に伴い改造を施したTR41ES-13形である。
1987年（昭和62年）4月の国鉄分割民営化時には43両がJR貨物に継承され、1995年（平成7年）度末時点では23両が現存していたが、2001年（平成13年）4月に最後まで在籍した1両（タキ10024）が廃車となり同時に形式消滅となった。
各年度による製造会社と両数、所有者は次のとおりである。（所有者は落成時の社名）
- 昭和38年度 - 25両
  - 汽車製造 10両 昭和石油（タキ10000 - タキ10009）
  - 汽車製造 5両 日本陸運産業（タキ10010 - タキ10014）
  - 新潟鐵工所 3両 昭和石油（タキ10015 - タキ10017）
  - 東急車輛製造 2両 昭和石油（タキ10018・タキ10019）
  - 汽車製造 3両 昭和石油（タキ10020 - タキ10022）
  - 川崎車輛 2両 昭和石油（タキ10023・タキ10024）
- 昭和39年度 - 29両
  - 東急車輛製造 18両 日本陸運産業（タキ10025 - タキ10042）
  - 汽車製造 3両 出光興産（タキ10043 - タキ10045）
  - 汽車製造 3両 丸善海運（タキ10046 - タキ10048）
  - 新潟鐵工所 5両 日本陸運産業（タキ10049 - タキ10053）
- 昭和40年度 - 9両
  - 汽車製造 2両 日本陸運産業（タキ10054・タキ10055）
  - 東急車輛製造 1両 昭和石油（タキ10056）
  - 汽車製造 3両 昭和石油（タキ10057 - タキ10059）
  - 富士車輌 1両 昭和石油（タキ10060）
  - 川崎車輛 2両 昭和石油（タキ10061・タキ10062）
- 昭和41年度 - 11両
  - 汽車製造 2両 丸善海運（タキ10063・タキ10064）
  - 東急車輛製造 9両 日本陸運産業（タキ10065 - タキ10073）
- 昭和42年度 - 10両
  - 東急車輛製造 10両 共同石油（タキ10074 - タキ10083）
- 昭和53年度 - 1両 （タキ36104よりの改造年度、種車は昭和48年度富士重工業製）
  - 日本車輌製造（改造所） 1両 日本石油輸送（タキ10084）

### タキ9750形
35 t 積のガソリン専用タンク車である。1962年（昭和37年）12月5日から1966年（昭和41年）9月29日にかけて4ロット19両（タキ9750 - タキ9768）が汽車製造1社で製作された。タンク体はタキ10000形より長く、タキ9750は直円筒形、タキ9751以降は両端が絞られた異径胴となっている。
落成時の所有者は、昭和石油、丸善海運、日本陸運産業の3社であった。
所有者の変遷が多い形式であり、生涯所有者が変わらなかった車は5両（タキ9750、タキ9754、タキ9757 - タキ9758、タキ9763）だけであった。
1966年（昭和41年）10月28日に丸善海運所有全車（3両）が丸善石油へ名義変更された。更にこの3両は1972年（昭和47年）10月18日に日本石油輸送へ名義変更された。
1976年（昭和51年）4月22日に日本陸運産業所有車2両（タキ9755・タキ9756）が日本石油輸送へ名義変更された。この2両は4年後の1980年（昭和55年）7月3日に再度日本陸運産業所有となり、更に1年後の1981年（昭和56年）12月15日に再度日本石油輸送となり、なおかつ7年後の1988年（昭和63年）4月26日に再々度日本陸運産業所有となった。この様に両社の間を2往復した。
1984年（昭和59年）8月9日から同年9月8日にかけて昭和石油所有車9両（タキ9759 - タキ9762、タキ9764 - タキ9768）が日本石油輸送へ名義変更された。
1979年（昭和54年）10月より化成品分類番号「燃32」（燃焼性の物質、引火性液体、危険性度合1（大））が標記された。
1987年（昭和62年）4月の国鉄分割民営化時には15両がJR貨物に継承され、1995年（平成7年）度末時点では8両（タキ9759 - タキ9762、タキ9764、タキ9765、タキ9767、タキ9768）が現存していたが、2001年（平成13年）4月に最後まで在籍した1両（タキ9768）が廃車となり同時に形式消滅となった。
各年度による製造会社と両数、所有者は次のとおりである。（所有者は落成時の社名）
- 昭和37年度 - 1両
  - 汽車製造 1両 昭和石油（タキ9750）
- 昭和40年度 - 8両
  - 汽車製造 3両 丸善海運（タキ9751 - タキ9753）
  - 汽車製造 5両 日本陸運産業（タキ9754 - タキ9758）
- 昭和41年度 - 10両
  - 汽車製造 10両 昭和石油（タキ9759 - タキ9768）

## 派生形式

### タキ950形
35 t 積ベンゾール専用車。1965年（昭和40年）6月30日に2両（タキ950 - タキ951）が新潟鐵工所で製作された。東室蘭駅を常備駅として北一産業が使用したが1986年（昭和61年）11月29日に廃車となり形式消滅した。

### タキ20000形
35 t 積の石油類（除ガソリン）専用車。保温キセ（外板）を持つC重油など高比重・高粘度の油種を輸送するための車両で1964年（昭和39年）から1968年（昭和43年）にかけて33両（タキ20000 - タキ20032）が汽車製造・川崎車輛・富士重工業で製作された。